# Homunculus (gènere)
Homunculus és un gènere extint de primats que visqueren a Sud-amèrica durant el Miocè, fa entre 11,8 i 21 milions d'anys. Se n'han trobat restes fòssils a l'Argentina i Colòmbia. Les espècies d'aquest grup tenien els ossos llargs de les extremitats de proporcions comparables a les que es donen en Callicebus. Vivien en medis secs. El nom genèric Homunculus significa ‘homuncle’ en llatí i reflecteix el fet que el seu autor, el paleontòleg argentí Florentino Ameghino, pensava (erròniament) que eren simis basals i avantpassats dels homínids.